# عين أم خريسان
عين أم خريسان هي عين مائية تقع في مدينة الهفوف في محافظة الأحساء شرق السعودية.

## الموقع
تقع عين أم خريسان مجاورة للشارع الملكي (شارع الملك عبد العزيز) خلف حارة اليهود في مدينة الهفوف في محافظة الأحساء شرق السعودية.

## التاريخ
كانت عيون الأحساء ومنها عين أم خريسان في أوج إنتاجها في سنة 1967، وتنتج 220 مليون متر مكعب من المياه في السنة الواحدة أو حوالي 600 ألف متر مكعب في اليوم. تشتهر منطقة أم خريسان وسط الأحساء بوفرة الماء ونضرة النخيل، وأخذت المنطقة اسمها نسبة إلى عين أم خريسان.

## التطوير
انحسرت مساحة الأحساء إلى 8 ألاف هكتار بعد تقلص 60% من مساحتها، وفي أكتوبر 2019 قررت المؤسسة العامة للري تنمية واحتي أم خريسان وعين مرجان وتغطية الواحات بشبكات الري